# Chlorine (film, 2013)
Pour les articles homonymes, voir Chlorine (homonymie).
Pour plus de détails, voir Fiche technique et Distribution.
Chlorine est une comédie dramatique américaine de Jay Alaimo sorti en 2013.

## Synopsis
Roger Lent travaille dans la même banque depuis plus de 20 ans. Il est écarté d'une promotion, ce qui mécontente sa femme qui ne rêve que d'avoir la belle vie. La famille peut à peine se permettre une adhésion au Copper Canyon Country Club. Le patron de Roger lui dit qu'il doit gagner plus d'argent pour la banque afin d'obtenir une promotion. Il décide à alors de pousser les gens à investir Copper Canyon Estates, la société dans laquelle le fils de Roger, Henry doit rogner sur les dépenses. Quant à Cynthia, la fille de Roger, elle doit faire face à ses premières règles et devient une adolescente.
Après avoir demandé à Pat, professionnel du tennis et trafiquant de drogue, d'investir son argent, Roger découvre que Copper Canyon Estates est un système de Ponzi...

## Fiche technique
- Titre : Chlorine
- Réalisation : Jay Alaimo
- Musique : Jay Lifton
- Cinématographique : Paul J. Daley
- Société de production : Company Motion Pictures
- Société de distribution : Gravitas Ventures
- Pays d'origine :  États-Unis
- Langue : anglais
- Genre : Comédie dramatique
- Durée : 95 minutes
- Date de sortie : 17 mars 2013 (Sun Valley Film Festival)[1]

## Distribution
- Kyra Sedgwick : Georgie
- Vincent D'Onofrio : Roger
- Flora Cross (en) : Cynthia
- Ryan Donowho : Henry
- Rhys Coiro : Pat
- Tom Sizemore : Ernie
- Jordan Belfi : Doug
- Elisabeth Röhm : Catherine
- Michele Hicks : Elise
- Dreama Walker : Suzi
- Matt Ball (en) : Sosh
- Tristine Skyler (en) : Trudy

## Tournage
Le tournage a eu lieu principalement à Madison et à Wayne.

## Réception critique
Sur Rotten Tomatoes, Chlorine a un taux d'approbation de 8 % basé sur 13 avis.